# Gilgil

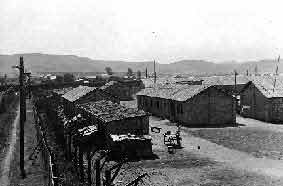
Gilgil

Gilgil är en ort i distriktet Nakuru i provinsen Rift Valley i Kenya. År 1999 hade staden 18 805 invånare.